# كرواتيا واليورو

الدول الأعضاء في الاتحاد الأوروبي

  في منطقة اليورو
  ضمن ERM II، دون استثناء (بلغاريا)
  ضمن ERM II، بموجب استثناء (الدنمارك)
  ليست ضمن ERM II،لكن ستنضم عند تحقيق معايير التحول إلى اليورو (جمهورية التشيك ‏، المجر ‏، بولندا ‏، رومانيا ‏، والسويد ‏)

دول ليست أعضاء في الاتحاد الأوربي

  تستخدم اليورو وفق اتفاقية (أندورا، موناكو، سان مارينو، الفاتيكان وأندورا)
  تستخدام اليورو من جانب واحد (كوسوفو والجبل الأسود)

اعتمدت كرواتيا اليورو عملة رسمية لها في 1 يناير 2023، لتصبح العضو العشرين في منطقة اليورو. كان هذا أول توسع في الاتحاد النقدي منذ انضمام ليتوانيا في عام 2015. وحُدد معدل تحويل ثابت بحيث يكون 1 يورو = 7.53450 كونا كرواتية.
استخدمت العملة الكرواتية السابقة، كونا، اليورو (وقبل ذلك أحد أسلاف اليورو الرئيسيين، المارك الألماني) كمرجع رئيسي لها منذ إنشائها في عام 1994، ووفق سياسة طويلة الأمد للبنك الوطني الكرواتي، كان البنك يحافظ على سعر صرف الكونا مع اليورو ضمن نطاق مستقر نسبيًا.
ووفقًا لعضوية كرواتيا في الاتحاد الأوروبي فإنه يجب عليها استخدام اليورو بمجرد استيفائها لمعايير التقارب باليورو. قبل دخول كرواتيا إلى الاتحاد الأوروبي في 1 يوليو 2013، صرح بوريس فوجيتش، محافظ البنك الوطني الكرواتي، أنه يود استبدال الكونا باليورو في أقرب وقت ممكن بعد الانضمام. حيث يجب أن يكون هذا بعد عامين على الأقل من انضمام كرواتيا إلى ERM II (بالإضافة إلى استيفائها لمعايير أخرى). انضمت كرواتيا إلى ERM II في 10 يوليو 2020. وصرح رئيس الوزراء أندريه بلينكوفيتش في نوفمبر 2020 أن كرواتيا تعتزم اعتماد اليورو في 1 يناير 2023 واعتمدت الحكومة الكرواتية خطة عمل لاعتماد اليورو في وقت لاحق في ديسمبر 2020.
كان لدى العديد من الشركات الصغيرة في كرواتيا ديون مقومة باليورو قبل الانضمام إلى الاتحاد الأوروبي. ويستخدم الكرواتيون اليورو بالفعل في معظم المدخرات والعديد من المعاملات غير الرسمية. حيث يجري تحديد أسعار العقارات والسيارات وأماكن الإقامة في الغالب باليورو.
بدأ هيئة سك العملة الكرواتية بإنتاج عملات اليورو المعدنية بزخارف وطنية كرواتية في 18 يوليو 2022.

## الرأي العام
هناك دعم وسط الرأي العام في كرواتيا لاستعمال اليورو.

## حالة التقارب
في التقييم الأول بموجب معايير التقارب في مايو 2014، استوفت الدولة معايير التضخم وسعر الفائدة، لكنها لم تفِ بمعايير المالية العامة وعضوية إدارة المخاطر المؤسسية ومعايير توافق التشريعات. توصلت تقارير التقارب اللاحقة التي نُشرت في يونيو 2016 ومايو 2018 ويونيو 2020 إلى نفس الاستنتاجات. خلص التقرير الذي نُشر في يونيو 2022 إلى استيفاء كرواتيا لجميع معايير اعتماد اليورو.

## خلفية

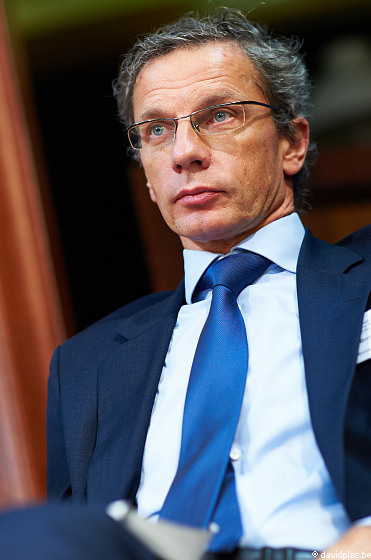
"أقتبس دائمًا أغنية بوب ديلن "عندما لا تحصل على شيء، لن تخسر شيئًا". إذا لم يكن لديك سياسة نقدية مستقلة، فما الذي ستخسره بدخولك في الاتحاد النقدي؟ - بوريس فوجيتش، محافظ البنك الوطني الكرواتي، يقصد السياسة النقدية الكرواتية التي تركز على اليورو منذ فترة طويلة.

إن عضوية كرواتيا في الاتحاد الأوروبي تُلزمها بالانضمام إلى منطقة اليورو بمجرد استيفائها لمعايير تقارب اليورو euro convergence criteria. وقد قُبل دخول كرواتيا إلى الاتحاد الأوروبي في 1 يوليو 2013، وصرح بوريس فوجيتش، محافظ البنك الوطني الكرواتي، أنه يود استبدال الكونا باليورو في أقرب وقت ممكن بعد الانضمام. كان من الواجب أن يكون هذا بعد عامين على الأقل من انضمام كرواتيا إلى آلية الاستثمار الأوروبي الثانية European Exchange Rate Mechanism ERM II (بالإضافة إلى استيفائها لمعايير أخرى).
توقع البنك الوطني الكرواتي اعتماد اليورو في غضون عامين أو ثلاثة أعوام من دخول الاتحاد الأوروبي. ومع ذلك، فإن استجابة الاتحاد الأوروبي للأزمات المالية في منطقة اليورو أخرت اعتماد كرواتيا لليورو. كما شكل الاقتصاد المتعاقد للبلد تحديا لاستيفائه لمعايير التقارب. ورغم حرص محافظ البنك على اعتماد اليورو، إلا أنه صرَّح قبل شهر واحد من إعلان حاكم كرواتيا لدخول الاتحاد الأوروبي بأن: "... ليس لدينا موعد (للانضمام إلى العملة الموحدة) في الوقت الحالي". كان البنك المركزي الأوروبي يتوقع أن تجري الموافقة على عضوية كرواتيا لـ ERM II في عام 2016 على أقرب تقدير، على أن يكون اعتماد اليورو في عام 2019.
صرحت الرئيسة كوليندا غرابار كيتاروفيتش في أبريل 2015 في مقابلة مع بلومبرج بأنها "واثقة من أن كرواتيا ستعتمد اليورو بحلول عام 2020"، على الرغم من أن رئيس الوزراء آنذاك زوران ميلانوفيتش رفض لاحقًا الالتزام بهذا الجدول الزمني لاعتماد اليورو
قال رئيس الوزراء أندريه بلينكوفيتش في نوفمبر 2017 إن كرواتيا تهدف إلى الانضمام إلى آلية الاستثمار الأوروبي الثانية ERM II بحلول عام 2020 وإدخال اليورو مبدئيًا بحلول عام 2025. وصرح جان كلود يونكر، رئيس المفوضية الأوروبية، في يونيو 2019 أن "كرواتيا مستعدة للانضمام إلى ERM-2".
أُرسل خطاب نوايا للانضمام إلى آلية ERM II في 5 يوليو 2019 إلى البنك المركزي الأوروبي، وقد وقع الرسالة وزير المالية Zdravko Marić، ومحافظ البنك الوطني الكرواتي Boris Vujči. تمثل هذه الرسالة الخطوة الرسمية الأولى نحو اعتماد اليورو. وصارت كرواتيا ملتزمة بالانضمام إلى الاتحاد المصرفي للاتحاد الأوروبي كجزء من جهودها للانضمام إلى ERM II. وفي 23 نوفمبر 2019، قال المفوض الأوروبي فالديس دومبروفسكيس إن كرواتيا يمكن أن تنضم إلى ERM II في النصف الثاني من عام 2020.
انضمت كرواتيا إلى آلية ERM II في 10 يوليو 2020. وجرى تحديد السعر المركزي للكونا بسعر 1 يورو = 7.53450 كونا. وصار أقرب موعد لاعتماد اليورو، والذي يتطلب عامين من المشاركة في إدارة المخاطر المؤسسية، هو 10 يوليو 2022.

### التاريخ المستهدف: 1 يناير 2023
صرح رئيس الوزراء أندريه بلينكوفيتش في 11 نوفمبر 2020 أن كرواتيا تعتزم اعتماد اليورو في 1 يناير 2023.
وبمناسبة مرور 30 عامًا على الاستقلال في يونيو 2021، قال رئيس الوزراء بلينكوفيتش إن طموح الحكومة هو الانضمام إلى منطقة اليورو في الموعد المحدد. وفي سبتمبر، قال بلينكوفيتش، متحدثًا في الاجتماع الحادي عشر للمجلس الوطني لإدخال اليورو كعملة رسمية لكرواتيا، إن كرواتيا حصلت على الدعم الكامل من المفوضية الأوروبية والبنك المركزي الأوروبي للانضمام إلى منطقة اليورو. وجدد ثقته في أن كرواتيا ستكون مستعدة لدخول منطقة اليورو منذ بداية عام 2023. في سبتمبر 2021، عقب اجتماع مجموعة اليورو في سلوفينيا، وقعت كرواتيا اتفاقية رسمية (مذكرة تفاهم) مع المفوضية الأوروبية والدول الأعضاء في منطقة اليورو بشأن الخطوات العملية لسك العملات المعدنية باليورو الكرواتي. في 7 ديسمبر، وقعت كرواتيا والمفوضية الأوروبية اتفاقية شراكة لتنظيم حملات الإعلام والاتصال، بخصوص التحول من الكونا إلى اليورو في كرواتيا.
في 10 ديسمبر 2021، أعلن وزير المالية ماريتش أن مشروع القانون الخاص بإدخال عملة اليورو في كرواتيا قيد الصياغة ويمكن تحديده في منتصف يناير، مع توقع تعديله النهائي في أبريل 2022. كان من المتوقع الإعلان الرسمي عن الانضمام إلى منطقة اليورو في منتصف عام 2022. وأضاف: "اعتبارًا من 1 يناير 2023، سنتحول إلى اليورو، وبعد ذلك سيكون لدينا أسبوعان آخران يمكن خلالهما استعمال العملتين المتداولتين وسيكون المواطنون قادرين على الاستمرار في الدفع بالكونا ولكن بعد ذلك ستكون المدفوعات باليورو. وستبقى الأسعار مزدوجة لمدة عام على الأقل".
في 14 ديسمبر 2021، صرح رئيس الوزراء أندريه بلينكوفيتش أنه يتوقع أن يكون لديه قرار نهائي من الاتحاد الأوروبي، بشأن انضمام كرواتيا إلى منطقتي شنغن واليورو، في عام 2022.
في يناير 2022، أعلن رئيس الوزراء الكرواتي أندريه بلينكوفيتش أنه اعتبارًا من 5 سبتمبر، سيجري عرض الأسعار بالكونا واليورو في البلاد، وخلال عام 2023 بأكمله. وسيتمكن الجميع من استبدال الكونات باليورو مجانًا في البنوك ومكاتب البريد الكرواتية وفي فروع الخدمات المالية وأنظمة الدفع في عام 2023.
في 13 مايو 2022، صوت البرلمان الكرواتي لصالح اقتراح اعتماد اليورو كعملة قانونية.
في مايو 2022، أكملت المفوضية الأوروبية تقييم التقدم الذي أحرزته كرواتيا. وكان من المتوقع أن يُصدر مجلس الشؤون الاقتصادية ECOFIN التابع للاتحاد الأوروبي القرار الرسمي لاعتماد اليورو في أقرب وقت في يوليو. فقد انضمت كرواتيا إلى آلية ERM II في 10 يوليو 2020، وبالتالي يكون هذا القرار بعد عامين على الأقل من انضمام كرواتيا إلى آلية ERM II.
في 1 يونيو 2022، قيمت المفوضية في تقرير التقارب لعام 2022 أن كرواتيا استوفت جميع معايير الانضمام إلى منطقة اليورو واقترحت على المجلس أن تتبنى كرواتيا اليورو في 1 يناير 2023.
في 16 يونيو 2022، أوصت الدول الأعضاء في منطقة اليورو بأن تصبح كرواتيا العضو العشرين. قال باسشال دونوهو، رئيس مجموعة اليورو: «يسعدني إعلان أن مجموعة اليورو قررت اليوم أن كرواتيا قد حققت كل الشروط المطلوبة لاعتماد اليورو.»
في 24 يونيو 2022، أيد المجلس الأوروبي اقتراح المفوضية اعتماد كرواتيا لليورو. وأضاف المجلس "إنه يؤيد اقتراح المفوضية بأن تتبنى كرواتيا اليورو في 1 يناير 2023 ويدعو مجلس الشؤون الاقتصادية ECOFIN التابع للاتحاد الأوروبي إلى تبني مقترحات المفوضية ذات الصلة بسرعة".
في 5 يوليو 2022، وافق البرلمان الأوروبي على دخول كرواتيا إلى منطقة اليورو بأغلبية 539 صوتًا مقابل 45 ضد وامتناع 48 عن التصويت. أيد البرلمان تقرير Siegfried Mureșan بأن كرواتيا قد أوفت بجميع معايير اعتماد اليورو في 1 يناير 2023.
في 12 يوليو 2022، اعتمد مجلس الاتحاد الأوروبي الإجراءات القانونية الثلاثة الأخيرة التي كانت مطلوبة لكرواتيا لاعتماد اليورو كعملة قانونية. وبذلك تصبح كرواتيا العضو العشرين في منطقة اليورو اعتبارًا من 1 يناير 2023. وقد جرى تحديد سعر صرف ثابت بحيث يكون 1 يورو = 7.53450 كونا كرواتية.
في 18 يوليو 2022، بدأت هيئة سك النقود الكرواتية بإنتاج عملات اليورو المعدنية بزخارف وطنية كرواتية.
في الفترة من 5 سبتمبر 2022 حتى 31 ديسمبر 2023، يعد عرض جميع الأسعار بالعملتين أمرًا إلزاميًا لمنع الزيادات غير المبررة في الأسعار. يمكن للجمهور شراء عملات صغيرة القيمة باليورو الكرواتي الجديد للتعرف على العملة الجديدة منذ 1 ديسمبر 2022، ولكن لا يجوز استخدام هذه العملات قبل 1 يناير 2023.
يمكن إجراء المدفوعات بكلتا العملتين خلال الأسبوعين الأولين من يناير 2023، وبعد ذلك فقط باليورو. يمكن استبدال عملات الكونا المعدنية من البنك الوطني الكرواتي لمدة ثلاث سنوات بعد التغيير، بينما سيكون من الممكن استبدال عملات الكونا الورقية إلى أجل غير مسمى.

## تصميم اليورو الكرواتي
يُعد تصميم الصور في الجانب الخلفي لعملات اليورو موحدًا في العملات المعدنية التي تصدرها جميع البلدان، ولكن يمكن لكل دولة اختيار علامات تحديد لليورو في الوجه الأمامي الذي تقوم بسكه.
في 21 يوليو 2021، صرح بلينكوفيتش أن علامات التعريف الوطنية على عملات اليورو الكرواتية ستكون رقعة الشطرنج الكرواتية وخريطة كرواتيا ومارتن (حيوان الخز) ونيكولا تيسلا والنص الغلاغوليت.
في 4 فبراير 2022، قدمت حكومة كرواتيا التصاميم للجانب الوطني لعملات اليورو الكرواتية المستقبلية، والتي جرى اختيارها في مسابقة مفتوحة نظمها مجلس البنك الوطني الكرواتي. حيث جرى اختيار تصميم به الخريطة الجغرافية لكرواتيا (من تصميم إيفان شيفاك) لعملة 2 يورو. يستخدم النقش على الحافة كلمات من مسرحية دوبرافكا الرعوية لإيفان جوندوليش عام 1628. بينما اختير تصميم مارتن (حيوان الخز) (كونا باللغة الكرواتية) يقف على فرع لعملة 1 يورو، وهو حيوان سُميت العملة الكرواتية باسمه في ذلك الوقت، من تصميم Stjepan Pranjkovi. أما بالنسبة للعملات المعدنية فئة 10c و20c و50c، فقد اختير تصميم به صورة نيكولا تيسلا، المولود في سميلجان (كرواتيا الحالية، الإمبراطورية النمساوية)، وهم من تصميم Ivica Družak. وأخيرًا، بالنسبة للعملات المعدنية فئة 1c و2c و5c، فقد اختير تصميم بأحرف Ⱈ (H) وⰓ (R) بخط Glagolitic من تصميم Maja Škripelj. حصل كل مصمم على 70 ألف كونا كرواتية (حوالي 9300 يورو) للتصميم الذي وقع عليه الاختيار.
بعد ظهور شكوك على الإنترنت بأن تصميم عملة 1 يورو استخدم صورة غير مرخصة لحيون الخز على فرع الخاص بالمصور الاسكتلندي إيان ليتش، قام مصمم عملة 1 يورو Stjepan Pranjković بسحب تصميمه في 7 فبراير. وفي 8 فبراير، أعلن البنك الوطني الكرواتي أنه سيُجري مسابقة جديدة لتصميم العملة الكرواتية بقيمة 1 يورو مع شعار حيوان الخز.
في 4 مايو 2022، في الجلسة الخامسة عشرة للمجلس الوطني لإدخال اليورو، قُدِّم تصميم العملة الجديد فئة 1 يورو للجمهور. يصور التصميم المختار حيوان الخز على صورة منمنمة على خلفية رقعة الشطرنج للفنانين جاغور أوندي وديفيد سيميلجيو وفران زيكان. وافق مجلس الاتحاد الأوروبي في 20 أبريل على التصميم الجديد لعملة 1 يورو.

### سك العملة
2022: بدأت هيئة سك العملة الكرواتية في سك العملات الجديدة.

## تكلفة التغيير من كونا إلى اليورو
قدرت وزارة المالية الكرواتية تكلفة التحول من الكونا إلى اليورو بنحو 2 مليار كونا. يشير التحليل الحكومي إلى أن معظم التكلفة ستكون على خسارة أعمال التحويل في النظام المصرفي، والتي من المتوقع أن تؤدي إلى ارتفاع في الرسوم المصرفية الأخرى. هناك احتمال لزيادة الأسعار العامة للمستهلكين، مع مخاطر تحويل العملة العامة المتزامنة لمعظم المدينين.